# Асанишвили, Арчил Феодорович
Арчил Феодорович Асанишвили (1914 год, Тбилиси, Российская империя — неизвестно, Тбилиси, Грузинская ССР) — главный агроном отдела сельского хозяйства Кварельского района, Грузинская ССР. Герой Социалистического Труда (1951).

## Биография
После окончания сельскохозяйственного института трудился в сельском хозяйстве Грузинской ССР. В послевоенные годы — главный агроном отдела сельского хозяйства Кварельского района.
В 1949 году обеспечил перевыполнение в целом по Кварельскому району плана сбора урожая табака на 33,4 %. Указом Президиума Верховного Совета СССР от 19 апреля 1951 года удостоен звания Героя Социалистического Труда за «перевыполнение плана сбора урожая табака в 1949 году» с вручением ордена Ленина и золотой медали «Серп и Молот» (№ 5844).
Этим же указом званием Героя Социалистического Труда были награждены первый секретарь Кварельского райкома партии Михаил Давидович Цихистави, председатель райисполкома Алихан Алексеевич Авазашвили и заведующий отделом сельского хозяйства Михаил Лукич Мардалеишвили.
В последующем трудился в республиканском подразделении Министерства морского флота СССР.
После выхода на пенсию проживал в Тбилиси. Дата смерти не установлена.